# Hogyan lettem befolyásos fiatal csaj
A Hogyan lettem befolyásos fiatal csaj (eredeti cím: How to Build a Girl) 2019-ben bemutatott amerikai–brit filmvígjáték, amelyet Coky Giedroyc rendezett, Caitlin Moran How to Build a Girl című regénye alapján. A főbb szerepekben Beanie Feldstein, Paddy Considine, Sarah Solemani, Alfie Allen és Frank Dillane látható.
A film világpremierje 2019. szeptember 9-én volt a Torontói Nemzetközi Filmfesztiválon. Az Amerikai Egyesült Államokban 2020. május 8-án, az Egyesült Királyságban 2020. július 24-én mutatták be a mozikban.

## Cselekmény
A film az 1990-es években játszódik. A 16 éves Johanna Morrigan, aki Wolverhampton egyik szegénynegyedében él feltörekvő rocksztár apjával, Pattel, kimerült anyjával, Angie-vel, testvéreivel, Krissivel és Lupinnal, valamint két kis ikerrel, arról álmodik, egyszer elmenekül az élettől, és író lesz. Vigaszt talál border collie kutyájában, Biancában, és abban, hogy beszélget a szobája falát borító portékokkal; Karl Marx, Donna Summer, Sigmund Freud, Charlotte Brontë és Sylvia Plath.
Johanna sikert ünnepel, amikor az általa írt verset beválogatják egy televíziós versenyre. Az adás során azonban elveszti fejét, és az országos televízióban, milliós közönség előtt lejáratja magát. A versben azt is elárulja, hogy családja illegálisan tenyészt Border Collie-kat, ami miatt apja elveszíti rokkantnyugdíját. Johanna elhatározza, pénzt keres a családnak.
Krissi beajánlja őt a D&ME-hez, egy londoni zenei laphoz, amely rockkritikust keres, így Johanna beküldi az Annie filmzenéjének kritikáját. Meghívják egy interjúra, de közlik vele, a munkatársak viccnek tartják a cikkét. A lány ettől el nem riadva meggyőzi a csapatot, hogy adjanak neki egy esélyt, és a Manic Street Preachersről szóló birminghami tudósítással bízzák meg.
Hogy újra feltalálja magát, Johanna új öltözködési stílust és a Dolly Wilde álnevet veszi fel, haját pedig élénkvörösre festeti. Elmegy első rockkoncertjére, beleszeret a zenébe, belemerül a helyi életbe, és elismerően nyilatkozik a kritikáiról. Johanna Dublinba utazik, hogy interjút készítsen John Kite zenésszel. John Kite-nak azonnal megtetszik a lány élénk személyisége, körbevezeti a városban, és magával viszi a színpadra. Este elmesélik egymásnak az életüket, és Johanna beleszeret a férfiba. Amikor hazatér, lelkes riportot ír Johnról, amit a szerkesztője elutasít, mint egy szerelmes tinédzser művét. Johanna rájön, a negatív kritika a sikerhez vezető út, ezért rosszindulatú kritikákat kezd írni. Mardosó, de népszerű kritikus lesz belőle, és az írásból szerzett pénzből el tudja tartani a családját. Szexuálisan aktívvá válik, és bátyjának, Krissinek mesél nemi élményeiről. Apja, Pat, aki még mindig abban reménykedik, híres lesz a Mayonnaise nevű zenekarával, odaadja Johannának a kislemezét. A lány elviszi azt egy D&ME találkozóra, ahol a többiek kigúnyolják.
Egy zeneipari rendezvényen Johanna átveszi az „Év seggfejének” járó díjat, és találkozik Johnnal. Részegen bevallja neki érzéseit, és megpróbálja megcsókolni, de a férfi udvariasan visszautasítja a közeledését. Másnap reggel a lány cikket ír a férfi életéről, amely nagyon személyes részleteket is tartalmaz, amiket a férfi bizalmasan elmondott neki. Miután Johanna is ki akarja hagyni az iskolát, a szülei és Krissi szembesíteni akarják az egyre deviánsabb viselkedésével, de Johanna kíméletlenül emlékezteti őket, hogy a pénzéből tartja el a családot és fizeti a lakbért.
Johanna elmegy a kollégáival egy partira, ahol felajánlják neki egy teljes munkaidős állást a D&ME-nél. Amikor meghallja, hogy a háta mögött hogyan rágalmazzák, tirádázva mond le a kollégái önelégültsége és negativitása ellenére. Depressziósan hazatér, ahol megtudja, hogy John felhívta a cikke miatt, és véget vetett a barátságuknak. Kétségbeesésében Johanna inni kezd, és egy iránytűvel megvágja a csuklóját, majd elájul, miközben a „seggfej” díj a fejére esik. Miután a kórházban lábadozik, kibékül a családjával.
Johanna felismeri hibáit, és jóvá akarja tenni azokat. Megpróbál bocsánatot kérni minden zenésztől, akit kritizált. Cikket ír az önkárosító viselkedésről, és a The Face magazin felveszi, hogy megírja saját rovatát, a „Building a Girl”-t. Amikor találkozik Johnnal, bocsánatot kér a cikke miatt, és megmutatja neki a róla szóló eredeti írását. Bocsánatkérése jeléül frissen levágott haját is odaadja neki. John megbocsát neki, és azt mondja, bár egyhamar nem lesz romantikus kapcsolatuk, de örül, hogy a barátja lehet. Johanna áttöri a negyedik falat, és azt mondja a közönségnek, hogy egy lány mindig megváltozhat jobbra.

## Szereplők
| Szerep                   | Színész            | Magyar hang     |
| ------------------------ | ------------------ | --------------- |
| Johanna Morrigan / Dolly | Beanie Feldstein   | Pekár Adrienn   |
| Pat Morrigan             | Paddy Considine    | Kálid Artúr     |
| Angie Morrigan           | Sarah Solemani     | Tarr Judit      |
| John Kite                | Alfie Allen        | Szűcs Péter Pál |
| Tony Rich                | Frank Dillane      | Penke Bence     |
| Krissi Morrigan          | Laurie Kynaston    | Fáncsik Roland  |
| Kenny                    | Arinzé Kene        | Hám Bertalan    |
| Pricey                   | Bobby Schofield    | Czető Roland    |
| Mrs. Belling             | Joanna Scanlan     | Kocsis Mariann  |
| Alan Wilko Wilkinson     | Chris O’Dowd       | Fesztbaum Béla  |
| Amanda Watson            | Emma Thompson      | Kovács Nóra     |
| Kleopátra                | Jameela Jamil      | nem szólal meg  |
| Karl Boden               | Dónal Finn         |                 |
| menedzser                | Edward Bluemel     |                 |
| Sigmund Freud            | Michael Sheen      | Széles Tamás    |
| Sylvia Plath             | Lucy Punch         | Molnár Ilona    |
| Jo March                 | Sharon Horgan      |                 |
| Maria von Trapp          | Gemma Arterton     |                 |
| Elizabeth Taylor         | Lily Allen         |                 |
| Karl Marx                | Alexei Sayle       | Barbinek Péter  |
| Donna Summer             | Andi Oliver        |                 |
| Charlotte Brontë         | Mel Giedroyc       |                 |
| Emily Brontë             | Sue Perkins        |                 |
| Snow Pixie (Björk)       | Patsy Ferran       |                 |
| Andy Rock                | Tadhg Murphy       | Dér Zsolt       |
| Derby                    | Ziggy Heath        | Ember Márk      |
| Awards Host              | Bob Mortimer       |                 |
| Charlie                  | Evan Kenneth Jones |                 |

### Magyar változat
- Magyar szöveg: Kopányi Vanda
- Hangmérnök: Regenye András
- Vágó: Kelemen Zoltán
- Gyártásvezető: Rába Ildikó
- Szinkronrendező: Sánta Annamária
- Produkciós vezető: Dallos Miklós

A szinkront az Iyuno Hungary készítette el.

## A film készítése
2014 novemberében bejelentették, hogy Alison Owen és Debra Hayward megszerezték Caitlin Moran How to Build a Girl című regényének megfilmesítési jogait, és Moran maga írta a film forgatókönyvét. Owen és Hayward a Monumental Pictures égisze alatt, a Film4 Productions közreműködésével készítik a filmet. 2018 májusában Beanie Feldstein csatlakozott a szereplőgárdához, miközben a Tango Entertainment vállalta a film finanszírozását és gyártását. 2018 júniusában Alfie Allen is csatlakozott a stábhoz, majd júliusban Paddy Considine, Sarah Solemani, Laurie Kynaston, Joanna Scanlan, Arinze Kene, Frank Dillane, Tadhg Murphy és Ziggy Heath is. Daniel Battsek, Ollie Madden, Sue Bruce-Smith, Tim Headington, Lisa Buman, Zygi Kamasa, Emma Berkofsky és Caitlin Moran vezető producerként vesznek részt a projektben a Film4 Productions és a Tango Entertainment égisze alatt. A brit forgalmazást a Lionsgate végzi. 2018 augusztusában Jameela Jamil is csatlakozott a szereplőkhöz, majd októberben Emma Thompson és Chris O’Dowd neve is felkerült a stáblistára.

### Forgatás
A forgatás 2018. július 16-án kezdődött. Az iskolai jeleneteket a londoni Spelthorne Primary School területén vették fel.

## Bemutató
A film világpremierje a Torontói Nemzetközi Filmfesztiválon volt 2019. szeptember 7-én. 2019 novemberében az IFC Films megszerezte a film észak-amerikai forgalmazási jogait. Az Amerikai Egyesült Államokban 2020. május 8-án jelent meg. A Lionsgate eredetileg az Egyesült Királyságban tervezte a filmet moziba vinni, de úgy döntött, 2020. július 24-én egyenesen az Amazon Prime Video streaming szolgáltatáson keresztül adja ki.

## Fogadtatás

### Bevételi adatok
Az amerikai nyitóhétvégén a film hat moziban 15 000 dollárt hozott. A második hétvégén kilenc moziban 36 000 dollárt termelt, a 10 napos összbevétel pedig 55 802 dollár lett.

### Kritikai visszhang
A Rotten Tomatoes weboldalon 79%-os értékelést kapott 136 kritika alapján, az átlagos értékelése 6,6 pont a 10-ből. Az oldal konszenzusa szerint: „Beanie Feldstein elbűvölő alakításával a Hogyan lettem befolyásos fiatal csaj lefegyverzően komolyan veszi a jól ismert coming-of-age vígjátéki formulát.” A Metacritic oldalán 26 kritika alapján 69 pont kapott a 100-ból, ami „általánosságban kedvező kritikát” eredményezett.
Ann Hornaday, a The Washington Post munkatársa a következőket írta: „Minden olyan lány, aki megnézte a Majdnem híres és a Pop, csajok satöbbi című filmeket, és magán hordozza a sebeket, amelyeket az okozott, hogy belső énjét a férfi főszereplő szűkös pszichéjébe próbálta belezsúfolni, a Hogyan lettem befolyásos fiatal csaj megnyugtató, bár nem tökéletes balzsamként érkezik.”